# Symplocos pringlei
Symplocos pringlei là một loài thực vật có hoa trong họ Dung. Loài này được B.L. Rob. miêu tả khoa học đầu tiên năm 1891.